# Сатпаев, Каныш Имантаевич
Каны́ш Иманта́евич Сатпа́ев (Габдулгани Сатпаев; каз. Қаныш Имантайұлы Сәтбаев / Qanyş İmantaiūly Sätbaev; 31 марта [12 апреля] 1899, Айрык, Семипалатинская область — 31 января 1964, Москва) — советский учёный-геолог, организатор науки и общественный деятель, доктор геолого-минералогических наук (1942), профессор (1950), академик АН Казахской ССР (1946) и АН СССР (1946), первый президент Академии наук Казахской ССР.
В 1930-е годы возглавил геологоразведку полезных ископаемых «Большого Джезказгана». Основоположник школы металлогении в Казахстане, в 1950-е годы.

## Биография
Родился в урочище Айрык в Павлодарском уезде Семипалатинская область (Российская империя) (ныне Каныш Сатпаев, Баянаульский район Павлодарской области) в семье бия. Происходит из подрода каржас рода суйиндык племени аргын.
В 1909—1911 годы изучал грамоту в аульной школе. В 1911 году поступил в русско-казахское реальное училище в городе Павлодар, которое окончил в 1914 году с отличием.
В 1914—1918 годах он переехал к брату в Семипалатинск и обучался в учительской семинарии. Там у него обострился туберкулёз и часть экзаменов он сдал экстерном.
Намеревался продолжить обучение с целью получения высшего образования, однако с аттестатом семинарии в то время в вузы принимали только при условии сдачи экзамена по математике и одного иностранного языка. Следующие полтора года готовился для поступления в Томский технологический институт. Параллельно с учёбой работал учителем естествознания на двухгодичных педагогических курсах в Семипалатинске.
Находясь на лечении в Баянауле, Каныш Сатпаев начал составление учебника по алгебре для казахских школ, который он закончил в 1924 году. Этот учебник стал первым школьным учебником алгебры на казахском языке.
В 1920 году назначен первым в Баянауле председателем Казкультпросвета (отдел по проведению культурно-просветительной работы среди трудящихся), созданного с укреплением советской власти. Тогда же постановлением Павлодарского ревкома он был назначен народным судьёй 10-го участка Баянаульского района. 

«…Помню, как сразу же после установления советской власти в Сибири председатель первого в Павлодаре уездного ревкома П. В. Поздняк вызвал меня в Павлодар и … определил на работу в Баянаул председателем только что учреждённого там 10-го участка народного суда…» — вспоминал К. И. Сатпаев во время своего 50-летнего юбилея.
В начале 1921 года состоялась встреча Сатпаева с профессором и геологом М. А. Усовым, который приехал в Баянаул на кумысолечение. Усову удалось заинтересовать юношу геологией, и в том же 1921 году Каныш Сатпаев, оставив должность народного судьи, поступил в Сибирский технологический институт в Томске. Однако уже в начале 1922 года в связи с обострением туберкулёза Сатпаеву пришлось вернуться в аул. Не желая прерывать учёбу, Сатпаев проходит университетский курс дома, с помощью М. А. Усова, часто приезжавшего в Баянаул на лечение. Вернувшись через полтора года в университет, Каныш успешно заканчивает его в 1926 году. После окончания учёбы молодой инженер возвращается на родину.

### Разведка полезных ископаемых в Центральном Казахстане
В 1926 году окончил Сибирский технологический институт в Томске, получив квалификацию горного инженера. Был направлен в геологический отдел объединения государственных заводов «Атбасарский трест цветных металлов». В ведении треста находилось медное, угольное месторождения и недостроенный медеплавильный завод в урочище Корсак-Пай.
С 1928 года К. И. Сатпаев переехал из Москвы в Корсак-Пай, где расширил геологоразведочные работы по определению запасов месторождений. Он опубликовал в журнале «Народное хозяйство Казахстана» статьи о перспективах расширения добычи меди. Он показал, что Карсакпайский завод не осилит объём добытой в Джезказгане руды. Предложил строить новый комбинат, водохранилище и железную дорогу. Со всеми этими предложениями он регулярно обращается в вышестоящие органы, в 1932 году публикует книгу «Джезказганский меднорудный район и его минеральные ресурсы».
Предложения Сатпаева вызывают отрицательную реакцию среди руководства треста и Геолкома. Вместо предложенного Сатпаевым плана развития Джезказгана они предлагают оставить объёмы исследовательских работ на 1930 год прежними. Тогда Сатпаев, настаивая на своей правоте, добивается рассмотрения своих предложений на заседании горно-металлургического сектора ВСНХ СССР. После длительных дебатов ВСНХ соглашается с доводами Геолкома и признаёт аргументы Сатпаева несерьёзными. Не желая мириться с выводами ВСНХ, Каныш Имантаевич весной 1930 года попадает на приём к председателю Госплана СССР Г. М. Кржижановскому, где обосновывает свои предложения. После этого на разведку Джезказгана выделяется дополнительная сумма денег, буровая техника и кадры. В следующие два года объёмы исследовательских работ продолжали увеличиваться. Начал решаться волновавший Сатпаева вопрос с нехваткой в регионе воды: ему удалось договориться о начале в следующем, 1933-м году, гидрогеологических исследований района в целях поиска воды.
Однако в начале 1933 года ВСНХ принимает решение о резком сокращении финансирования разведочных работ в Джезказгане. Был оставлен лишь один процент от прошлогодней суммы. Аргументом в пользу такого решения была неразвитая инфраструктура региона: не было ни железной, ни автомобильной дорог, не было воды и многих других условий для жизни. В целях сохранения кадров и продолжения работ Сатпаев был вынужден искать дополнительные источники финансирования. Он заключил соглашение с трестами «Золоторазведка» и «Лакокрассырьё» о разведке месторождений необходимых им ископаемых. Однако имевшихся средств было недостаточно ни для сохранения, ни тем более для увеличения исследовательских работ.
Сатпаев обратился за помощью к М. А. Усову и его другу, профессору В. А. Ванюкову. С их помощью Канышу Сатпаеву удалось выступить на III сессии Учёного совета Казахстанской базы АН СССР, посвященная проблемам Большого Алтая и Джезказгана. и доказать обоснованность сделанных им выводов касательно запасов медной руды Джезказгана. В постановлении сессии 1934 года говорилось о необходимости строительства в течение третьей пятилетки в Джезказгане медеплавильного комбината. Сессия также поддержала предложение Сатпаева о строительстве железной дороги.
Затем Сатпаев обосновал свои предложения перед наркомом тяжёлой промышленности Г. К. Орджоникидзе. После этого в регионе начались широкие исследовательские работы. Впоследствии оказалось, что Джезказганское медное месторождение было на тот момент крупнейшим в мире по прогнозируемым запасам. К 1940 году в Джезказгане было построено Досмурзинское водохранилище и железная дорога, соединяющая Джезказган, Караганду и Балхаш.
За заслуги по раскрытию богатств Улутауского района К. И. Сатпаев в 1940 году был удостоен ордена Ленина.

### Работа в Академии наук
В 1941 году, по инициативе 2-го секретаря ЦК КП Казахстана Ж. Шаяхметова, Каныш Сатпаев был переведён на работу в Алма-Ату. Он был назначен директором Института геологических наук и заместителем председателя Президиума казахского филиала Академии наук СССР (КазФАН СССР). Так как глава филиала И. Ф. Григорьев жил в Москве и не мог полноценно исполнять свои обязанности, Сатпаев в 1942 году был назначен председателем Президиума КазФАН СССР.
Вскоре после начала Великой Отечественной войны, в августе 1941 года, немецкая армия захватила Никополь, основное месторождение марганца в Советском Союзе. В конце ноября того же года она перерезала железнодорожный путь к Чиатурскому месторождению, второму по значимости после Никополя. Это практически полностью остановило добычу марганца в СССР, так как эти два месторождения давали 91,6 процента марганцевой руды Советского Союза. Встал критический вопрос о поиске новых марганцевых месторождений. Каныш Сатпаев обнаружил марганцевые минералы в районе реки Джезды, ещё в 1928 году. Вспомнив об этом, он организовал геологоразведочный отряд в целях изучения местности на наличие марганца. По его поручению предварительные расчёты были составлены в кратчайшие сроки и отправлены в Наркомат чёрной металлургии. Осенью 1941 года в Джезды прибыла комиссия, организованная по поручению наркома чёрной металлургии И. Ф. Тевосяна. Сатпаев, по причине болезни, не смог принять участие в работе комиссии. Изучив местность за несколько дней, комиссия пришла к выводу, что «марганец в Джезды имеется, но его запасы нужно доразведать, а заявленный запас основан на недостаточном материале». Тем не менее Сатпаев добился того, чтобы вопрос об открытии рудника подняли в ЦК КП(б) Казахстана. Руководство Казахстана признало правоту Каныша Имантаевича. Оно сообщило о своём решении ГКО, который, в свою очередь, учитывая огромный дефицит марганца в стране, поручил построить в Джезды рудник и начать выдавать руду уральским заводам. Поручение было выполнено в течение сорока дней, и 12 июня 1942 года Джездинский рудник начал давать марганец. Этот день считается официальным днём рождения рудника. К 1943 году рудник выдавал 70,9 процента марганцевых руд страны.
В 1942 году Сатпаеву присудили Сталинскую премию за монографию «Рудные месторождения Джезказганского района», обобщавшую результаты исследований, полученные им за 15 лет изучения региона. Помимо этого, к тому моменту Канышем Сатпаевым было опубликовано более сорока научных трудов. По совокупности работ 17 августа 1942 года Высшая аттестационная комиссия присвоила геологу степень доктора геолого-минералогических наук.
Летом 1943 года Каныш Имантаевич был избран членом-корреспондентом Академии наук СССР и утверждён в должности председателя Президиума КазФАН СССР. В том же 1943 году Каныш Сатпаев приглашает к себе молодого инженера Ш. Ч. Чокина на должность заведующего только организованным сектором энергетики. Впоследствии Чокин станет крупным учёным и одним из ближайших сподвижников Каныша Имантаевича. В своих мемуарах «Четыре времени жизни» он вспоминал:

Каныш Имантаевич для меня — пример одержимости в науке, пример того, как надо жить для своего народа. С его лёгкой руки я ушёл в науку, что считаю даром судьбы.
В том же году Сатпаев, по совету первого секретаря Фрунзенского райкома партии, подал заявление о вступлении в ряды Коммунистической партии. Он хотел сделать это, ещё будучи в Джезказгане, однако тогда, узнав о том, что он потомок бия, ему отказали. Но на этот раз, в 1944 году, ему был выдан билет члена ВКП(б). В том же году Президиум Верховного Совета КазССР присвоил Сатпаеву звание «Заслуженный деятель науки Казахской ССР».
В 1945 году, учитывая быстрые темпы развития КазФАН СССР, его руководитель Сатпаев был награждён вторым орденом Ленина. Также он был удостоен ордена Отечественной войны 2-й степени за мобилизацию ресурсов в годы войны.

#### Первый президент Академии наук Казахской ССР

К. И. Сатпаев и И. П. Бардин во время выездной сессии Академии наук КазССР. Караганда, 1949 год

Каныш Сатпаев начал задумываться над созданием в Казахстане Академии наук ещё в 1944 году. С августа того года были начаты подготовительные мероприятия. Активно велась переписка с отделом науки ЦК КПСС. К. И. Сатпаев регулярно совершал командировки в Москву, где доказывал необходимость организации Академии наук КазССР в Совете баз и филиалов АН СССР, отделе науки ЦК КПСС и Академии наук СССР. В период с 1944 по 1946 годы было создано 11 новых научно-исследовательских институтов. Также был разработан проект главного здания будущей академии, автором которого был архитектор А. В. Щусев.
1 июня 1946 года в здании театра оперы и балета им. Абая состоялась официальная церемония открытия Академии наук КазССР. Два дня спустя, 3 июня, на первом общем собрании Академии, состоявшемся в зале заседаний Президиума Верховного Совета КазССР, Каныш Сатпаев был избран её академиком и президентом. В том же году Сатпаев был избран академиком Академии наук СССР и депутатом Верховного Совета СССР 2 созыва. В 1947 году он был избран членом Президиума комитета по Ленинским и Государственным премиям при Совете министров СССР и оставался им до конца жизни. В 1949 году Каныш Имантаевич был избран членом ЦК КП(б) Казахстана. В 1950 году он был утверждён в учёном звании профессора по специальности «геология» и избран депутатом Верховного Совета СССР 3 созыва. В 1951 году Сатпаев, по поручению Президиума АН СССР, принял участие в организационной сессии Академии наук Таджикской ССР. На данной сессии Каныш Имантаевич был избран почётным членом таджикской академии.

#### Освобождение от должности
«Сгущение туч» над Академией наук и её руководителем Сатпаевым началось в конце 1946 года, когда была организована комиссия ЦК КП Казахстана для проверки деятельности Института языка и литературы АН КазССР. Комиссией было принято постановление о том, что институтом были допущены грубые политические ошибки в оценке творчества многих деятелей прошлого и извращения националистического характера. Далее постановление гласило:

«…это могло произойти потому, что руководство Академии наук Казахской ССР…нарушило большевистский принцип подбора кадров, в результате чего институт оказался засорённым социально чуждыми и случайными людьми…Президиум Академии наук КазССР не обеспечил должное руководство Отделением общественных наук и, в частности, Институтом языка и литературы…»
В последующие годы Академия наук испытывала большой наплыв комиссий и проверок в научных учреждениях биологического профиля. Также Академия подверглась крупным проверкам в рамках «Дела врачей».
В сентябре 1949 года инструктор Отдела пропаганды и агитации ЦК КП(б) Казахской ССР Я. Гончарок обратился к Г. М. Маленкову с письмом, в котором выдвинул следующие обвинения в адрес Сатпаева и Академии наук Казахской ССР:
- Насчитывалось в Академии «свыше ста бывших баев, алаш-ординцев, их родственников, белогвардейцев и судимых ранее за контрреволюционные преступления, что составляет 13 процентов к общему составу сотрудников Академии»;
- Кумовство и устройство в Академию родственников Сатпаева. Среди работающих в Академии насчитывалось «4 зятя, дети, племянники, одноаульцы и другие сородичи Сатпаева»;
- Создание «фиктивных должностей» в Академии;
- Низкое качество некоторых защит диссертаций, «при явно заниженных требованиях, так как соискатели учёных степеней имеют протекцию у руководящих работников Академии».

В 1951 году учёные Х. Д. Джумалиев, Е. Исмаилов, писатель М. О. Ауэзов и композитор А. К. Жубанов были обвинены в национализме. Канышу Сатпаеву было сказано о необходимости уволить данных людей. В ответ Сатпаев сказал: «Вот мой ответ: я не дам согласия на такую безосновательную чистку ни в одном из вверенных мне научных учреждений, во всяком случае, пока я руковожу ими».
В том же 1951 году острой критике подвергся и сам Каныш Сатпаев. Его обвинили в сокрытии социального происхождения при вступлении в партию, опеке националистов и сокрытии того, что в 1917 году он был агитатором партии «Алаш-Орда». Затем Бюро ЦК КП Казахстана своим решением от 23 ноября 1951 года сняло его с поста президента и члена президиума Академии наук Казахской ССР.
Вскоре после этого вероятным стало и освобождение Сатпаева с поста директора Института геологических наук АН КазССР. Посыпалась критика в адрес стиля его руководства. Недовольные лица писали жалобы в высшие инстанции, вследствие чего институт стали посещать различные комиссии и проверки.
Благодаря поддержке руководства АН СССР должность директора удалось сохранить.
После того, как Сатпаев был уволен с поста главы АН Казахской ССР, президент союзной академии А. Н. Несмеянов предложил ему занять пост председателя Уральского отделения АН СССР. Однако Каныш Имантаевич отказался и предпочёл остаться в Алма-Ате на должности директора Института геологических наук.
Ещё в 1942 году в геологическом институте возникла идея о составлении металлогенических прогнозных карт полезных ископаемых Центрального Казахстана. В 1952 году Сатпаев собрал группу геологов и принялся за осуществление данной идеи. В состав группы вошли Р. А. Борукаев, И. И. Бок, Г. Ц. Медоев, Г. Н. Щерба, Д. Н. Казанли, И. П. Новохатский и Г. Б. Жилинский. Годом раньше, в 1951-м, исследования в этой же области начал коллектив ВСЕГЕИ.
В первый год научных исследований группа учёных-геологов под руководством Сатпаева разрабатывает отличный от существовавших прежде «Комплексный метод формационного металлогенического анализа и прогноза месторождений», который впоследствии служил основой для комплексных металлогенических исследований в СССР. В 1953 году они составили рабочие макеты прогнозной карты. Также, параллельно с исследованиями и разработками, в Алма-Ате регулярно проходили научные конференции, на которых обсуждались достигнутые результаты и планы дальнейших действий. В 1954 году состоялась заключительная конференция, по результатам которой прогнозная карта была рекомендована на проверку в производственных условиях. Следом за Институтом геологических наук АН КазССР завершает свою работу по составлению карты коллектив ВСЕГЕИ.
В течение следующих четырёх лет, с 1954 по 1958 годы, карты подвергались проверке на точность и качество, на эту тему велись научные споры. Окончательные итоги были подведены в декабре 1958 года: прогнозная карта, разработанная Институтом геологических наук АН КазССР была признана наиболее точной. В связи с этим группе геологов во главе с Канышем Сатпаевым была присуждена Ленинская премия.

#### Президент Академии наук Казахской ССР

К. Сатпаев и Ш. Чокин на заседании по обоснованию строительства канала Иртыш-Караганда. Кремль, 1958

В 1954 году сменилось руководство ЦК Компартии Казахстана. Первым секретарём стал П. К. Пономаренко, вторым — Л. И. Брежнев. Они пересмотрели дело, связанное с обвинением Сатпаева в 1951 году, и признали учёного невиновным. В июне 1955 года Каныш Имантаевич был вновь избран президентом Академии наук Казахской ССР. В 1956 году он был избран членом ЦК КП Казахстана.
В феврале 1956 года, в рамках шестой пятилетки, перед республикой была поставлена задача увеличить сбор зерна в пять раз, а также ускорить развитие промышленности. В целях осуществления задач, Каныш Сатпаев составил план работ по наиболее важным отраслям науки. Для эффективного контроля за выполнением поставленных задач был создан Совет по изучению производительных сил при Академии наук Казахской ССР (СОПС). За короткий срок был выполнен большой объём научных исследований по изучению природных ресурсов республики и разработке эффективных методов их использования. В 1957 году Сатпаев был награждён третьим орденом Ленина за мобилизацию Академии наук КазССР на освоение целинных и залежных земель.
Ещё в конце 1940-х годов учёные поняли серьёзность проблемы дефицита воды в Центральном Казахстане. Через территорию Казахстана протекают 2174 реки, среди которых полноводные Иртыш, Ишим, Урал, Сырдарья, Или и другие. Однако лишь 5,5 процента воды рек приходилось на долю Центрального Казахстана. В 1949 году, во время выездной сессии Академии наук КазССР, Ш. Ч. Чокин предложил сооружение канала, перебрасывающего в Центральный Казахстан воды Иртыша. Его идею одобрили К. И. Сатпаев и присутствовавший на сессии академик И. П. Бардин.
Впоследствии Сатпаев всячески способствовал продвижению проектирования канала, обосновывал его строительство в высших инстанциях Советского Союза. Летом 1959 года Каныш Сатпаев обосновал необходимость строительства канала перед председателем Госплана СССР А. Н. Косыгиным и добился включения его сооружения в семилетку. Сегодня данное сооружение известно как канал Иртыш-Караганда.
В 1958 году Каныш Имантаевич был избран депутатом Верховного Совета СССР 5 созыва. В 1959 году он был избран делегатом XXI съезда КПСС, а в 1961 году — делегатом XXII съезда КПСС. В том же 1961 году Сатпаев был избран членом Президиума Академии наук СССР и оставался им до конца жизни. В 1962 году Президиумы АН Казахской ССР и АН СССР выступили с инициативой присвоить Сатпаеву звание Героя Социалистического Труда, однако 1-й секретарь ЦК КП Казахстана Д. А. Кунаев в присвоении звания отказал. В 1962 году Сатпаев был избран депутатом Верховного Совета СССР 6 созыва и заместителем председателя Совета Союза Верховного Совета СССР 6 созыва. В 1963 году Каныш Имантаевич был награждён четвёртым орденом Ленина за заслуги в развитии геологической науки.

Надгробный памятник на могиле Каныша Сатпаева на Центральном кладбище г. Алматы

Скончался 31 января 1964 года, в городе Москве, после продолжительной болезни. Похоронен 3 февраля на Центральном кладбище города Алма-Аты. На могиле в 1968 году был установлен памятник скульптора А. П. Антропова, архитектора Н. А. Простакова.

## Семья
Отец — Имантай Сатпаев был бием (главой аула). У него была жена Нурум, с которой он прожил более четверти века. У них была одна дочь, которая умерла в младенчестве. Мать (вторая жена Имантая) — Алима. У них было трое детей: дочь Казиза и два сына, Бокеш (Газиз) и Каныш.
Был женат несколько раз:
- От первого брака родились две дочери: Ханиса (врач и физиолог, 1921—2016), Шамшиябану и сын Майлыбай (Малеш, 1924—1940), который умер в возрасте 16 лет.
- От второй жены Таисии Алексеевны (в девичестве Кошкиной) родились дочери Меиз, Мириам и сын, умерший в младенчестве[33].
- От гражданского брака с Камилой Досовной Утегеновой родилась дочь Джамиля[34][35].

## Вклад в науку
В 1927—1940 годах провёл детальную геологоразведку (с бурением на большую глубину) на руды, уголь и другие полезные ископаемые в районе Джезказганского месторождения. В 1934 и 1937 годах отстаивал необходимость проведения железной дороги и создания комбината по освоению месторождений, несмотря на несогласие с ним ряда крупных специалистов (И. С. Яговкин, В. К. Котульский, А. А. Гапеев и другие члены комиссий), из-за большой отдалённости месторождения.
В 1941—1942 годах организовал в Джездинском месторождении разработку марганцевых руд, позволившее Советскому Союзу в годы Великой Отечественной войны (несмотря на потерю украинского Никополя и Чиатурского месторождения в Грузии, продолжить выпуск сталей для различных нужд. В годы войны 70,9 % марганцевой руды СССР были получены из этого месторождения.
В 1950-х годах разработал «Комплексный метод формационного металлогенического анализа и прогноза месторождений» в Казахской ССР, который использовался для комплексных металлогенических исследований и металлогенических карт в СССР.
В 1935 году обнаружил в Джезказганской области и исторический памятник — камень с надписью, который был оставлен Тамерланом в 1391 году, с надписью Тимура, посвященной походу против хана Токтамыша, на склоне сопки Алтын шокы в горах Улытау. Осенью 1936 года экспонат был отправлен в Ленинградский Эрмитаж.
В 1919—1924 годах К. И. Сатпаев также написал первый школьный учебник по алгебре на казахском языке.

### Научные кадры и организация науки
К заслугам Каныша Сатпаева относится также то, что он привёл в науку и воспитал ряд научных кадров, впоследствии ставших крупными учёными и существенно повлиявших на развитие казахстанской науки. Одним из таких людей является учёный-энергетик Ш. Ч. Чокин. По настоянию Казсельхозэлектро в КазФАН СССР заведующим сектором энергетики. Это стоило Канышу Имантаевичу конфликта с наркомом земледелия КазССР А. Д. Даулбаевым, который не хотел отпускать Чокина. Впоследствии Чокин стал основателем казахстанской энергетической науки. Помимо Чокина, Каныш Сатпаев привёл в науку академика А. Х. Маргулана. Алькей Хаканович впоследствии стал крупным учёным-археологом и основателем казахстанской археологической науки. Сатпаев заметил талант геолога Ш. Е. Есенова, и впоследствии повлиял на то, чтобы его назначили на пост министра геологии Казахской ССР. Каныш Сатпаев также привёл в науку Е. А. Букетова, назначив его директором химико-металлургического института Академии наук Казахской ССР в 1960 году.
Во время войны, в целях безопасности, Президиум АН СССР вместе с многими учёными разных областей науки был эвакуирован в Алма-Ату. Каныш Сатпаев, воспользовавшись появившейся возможностью, подключил эвакуированных учёных к научной деятельности КазФАН. В результате филиал за короткое время вырос в крупный научный центр. В 1941 году, когда Сатпаев был назначен и. о. председателя Президиума Казахского филиала АН СССР, КазФАН состоял из 100 научных сотрудников, из которых 14 были кандидатами наук, и три — докторами. Однако к 1945 году КазФАН СССР насчитывал уже 500 научных сотрудников, среди которых 18 докторов наук и 44 кандидата. Через пять лет после назначения Сатпаева на должность руководителя КазФАН СССР, в 1946-м, мелкий филиал стал Академией наук Казахской ССР. К 1964 году АН КазССР стала одной из крупнейших республиканских академий в СССР.
Возглавляемый Сатпаевым в 1941—1964 годы институт геологических наук стал центром развития геологических наук Каз. ССР. К концу Великой Отечественной войны, через 4 года после его основания, институт стал одним из крупнейших научных организаций геологического профиля в стране. Постановление бюро геолого-географического отделения Академии наук СССР от 5 октября 1943 года гласит:

Особо отметить … работу казахстанского Института геологических наук в период Великой Отечественной войны в скорейшем открытии и разработке множества сырьевых ресурсов стратегических металлов для нужд обороны; …по объёму научно-исследовательских работ и в комплектовании научными кадрами этот институт является одним из лучших и образцовым научным учреждением в системе филиалов АН СССР
Организационная деятельность Сатпаева не ограничивалась геологией. В частности, в 1957 году по его инициативе был заложен Джезказганский ботанический сад.

## Вклад в культуру
К. И. Сатпаев хорошо разбирался в народных песнях и поэзии.
В 1958 году К. И. Сатпаев поддержал критику поэта Бориса Пастернака, связанной с вручением ему Нобелевской премии по литературе. В открытом письме он написал:

То, что сделал Пастернак, — оклеветал народ, среди которого сам живёт, передал свою фальшивку врагам нашим, — мог сделать только откровенный враг. У Пастернака и Живаго — одно и то же лицо. Лицо циника, предателя, Пастернак-Живаго сам навлёк на себя гнев и презрение народа.

## Награды и премии
- 4 ордена Ленина:

1. 5 ноября 1940 — в связи с XX-летним юбилеем Казахской Советской Социалистической Республики, за достижения в развитии науки
2. 1945
3. 1957
4. 1963

- 1942 — Орден Отечественной войны 2-й степени
- 1942 — Сталинская премия II степени (10 апреля) — за научный труд «Рудные месторождения Джезказганского района Казахской ССР»
- 1945 — Медаль «За доблестный труд в Великой Отечественной войне 1941—1945 гг.»[46]
- 1958 — Ленинская премия

Почётные звания:
- 1951 — почётный член Академии наук Таджикской ССР
- 1964 — Первый почётный гражданин города Джезказган[47]
- 1977 — Первый почётный гражданин города Сатпаев[48]

## Память
Именем К. И. Сатпаева названы:
- Минерал сатпаевит[49]

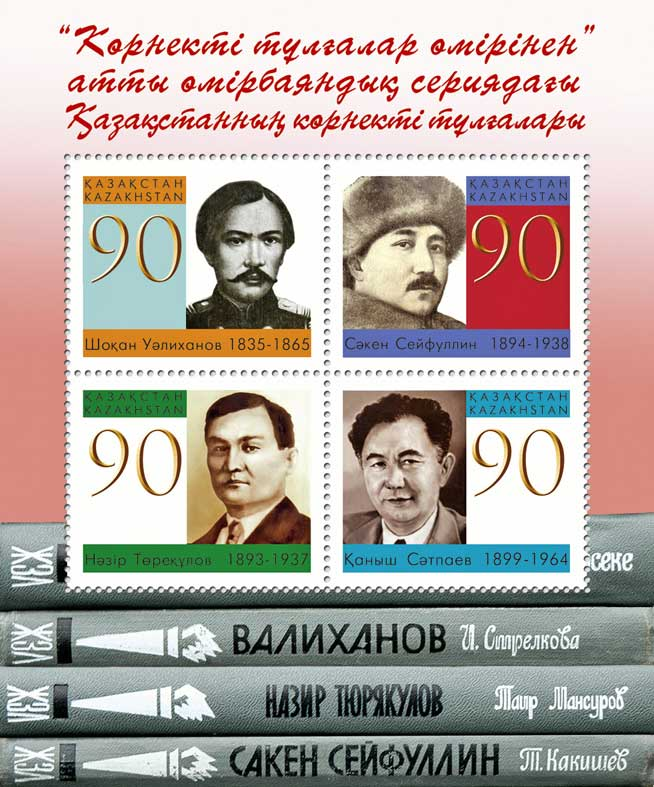
Почтовые марки Казахстана, 2006 год: Валиханов, Сейфуллин, Тюрякулов, Сатпаев

- Ледник Сатпаева на северном склоне хребта Джунгарский Алатау, исток р. Лепсы.[50]
- Институт геологических наук Академии наук Казахстана им. К. И. Сатпаева.
- Город Сатпаев в Карагандинской области (до 13 сентября 1990 года — город Никольский).
- Канал имени Каныша Сатпаева (с 22 сентября 1999 года)[51].
- Астероид 2402, открытый астрономом Н. С. Черных. По желанию первооткрывателя названа именем Сатпаева.
- Экибастузский инженерно-технический институт.
- Казахский национальный технический университет имени К. И. Сатпаева (с 22 сентября 1999 года). В 2017 году был проведён ребрендинг, и университет стал называться Satbayev University.
- В 1999 году в Алма-Ате у корпуса КазНТУ на углу улиц Сатпаева и Байтурсынова был установлен памятник К. И. Сатпаеву (скульптор Т. С. Досмагамбетов, архитектор А. С. Кайнарбаев)[52].
- Научно-исследовательское судно «Каныш Сатпаев».
- Улица в городе Алма-Ата.
- Улица в городе Астана.
- Улица в городе Павлодаре.
- Улица в городе Экибастузе.
- Улица в городе Кокшетау.
- Проспект в городе Усть-Каменогорске.
- Премия в области естественных наук Академии наук Казахстана[8].
- Аул в Баянаульском районе Павлодарской области.
- Горная кольцевая структура — Большое кольцо Сатпаева[53]
- Новый вид растения — Остролодочник Сатпаева (Oxitropis satpaevii, Bait.)[54]
- Новый сорт гладиолуса — Академик Сатпаев[55]
- Новый сорт сирени — Памяти академика К. И. Сатпаева[56]

В честь К. И. Сатпаева установлены памятники в Атырау, Актау, Караганде, Павлодаре, Экибастузе, Аксу, Алма-Ате, Баянауле, Жезказгане, Степногорске:
- В 2008 году в Томске на Аллее геологов установлен бюст К. Сатпаеву, вторым после его учителя М. Усова.
- В 1969 году в Алма-Ате установлена мемориальная доска на доме, в котором жил К. И. Сатпаев[57]
- К 100-летию со дня рождения К. И. Сатпаева Национальным банком Республики Казахстан была выпущена памятная монета номиналом 20 тенге.
- Проводятся юбилейные научные чтения и конференции имени К. И. Сатпаева[58]
  - В Павлодарском государственном университете с 2001 года, проводится международная научно-практическая конференция «Сатпаевские чтения».
- В Алма-Ате в здании АО «Волковгеология» (пересечение улиц Богенбай батыра и Масанчи) установлен бюст Сатпаеву.
- В Астане установлен памятник известному казахскому ученому Канышу Сатпаеву[59].

В Искусстве:
- Телесериал «Қаныш. Қазына» (6 серий о начале научной работы К. И. Сатпаева), телеканал «Казахстан», 2023.

## Галерея

Памятник перед главным учебным корпусом Казахского Национального технического университета им. К. И. Сатпаева в Алма-Ате
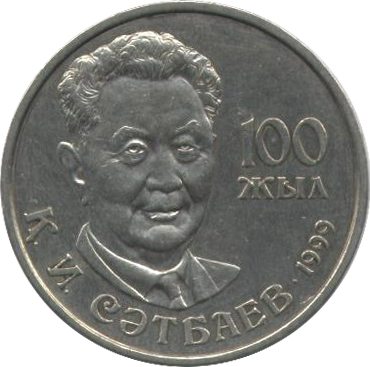
Реверс монеты в 20 тенге
Мемориальная доска в г. Павлодар, Казахстан
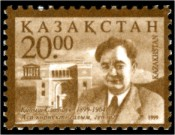
Почтовая марка с изображением К. И. Сатпаева на фоне здания Академии наук Казахской ССР
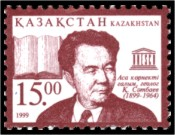
Почтовая марка с изображением К. И. Сатпаева на фоне раскрытой книги
Бюст Канышу Сатпаеву в городе Томске